# Scirtes veitchi
Scirtes veitchi is een keversoort uit de familie moerasweekschilden (Scirtidae). De wetenschappelijke naam van de soort werd in 1919 gepubliceerd door George Charles Champion.